# Dürnstein

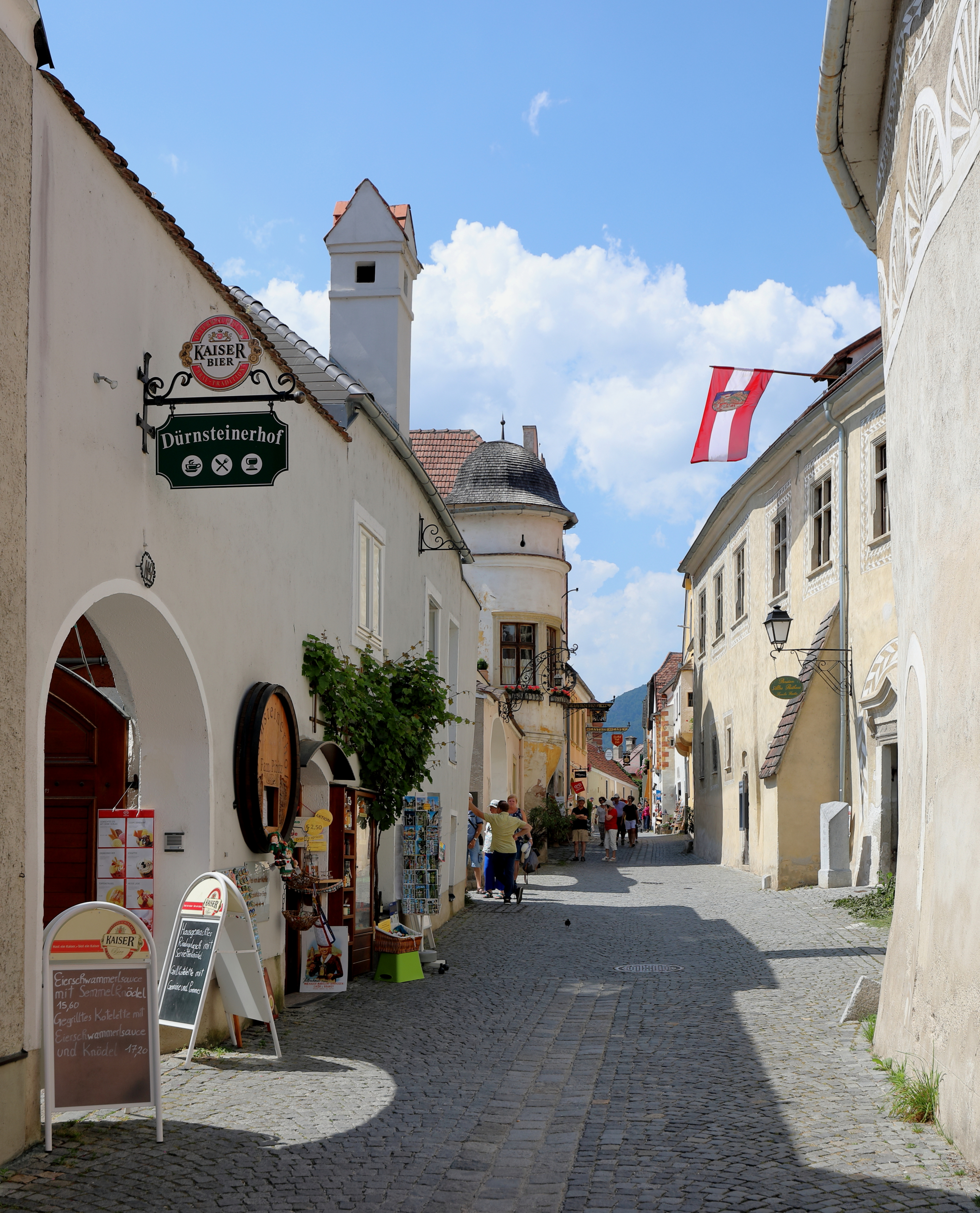
Ortszentrum von Dürnstein, Höhe Rathaus (Gemeindeamt)

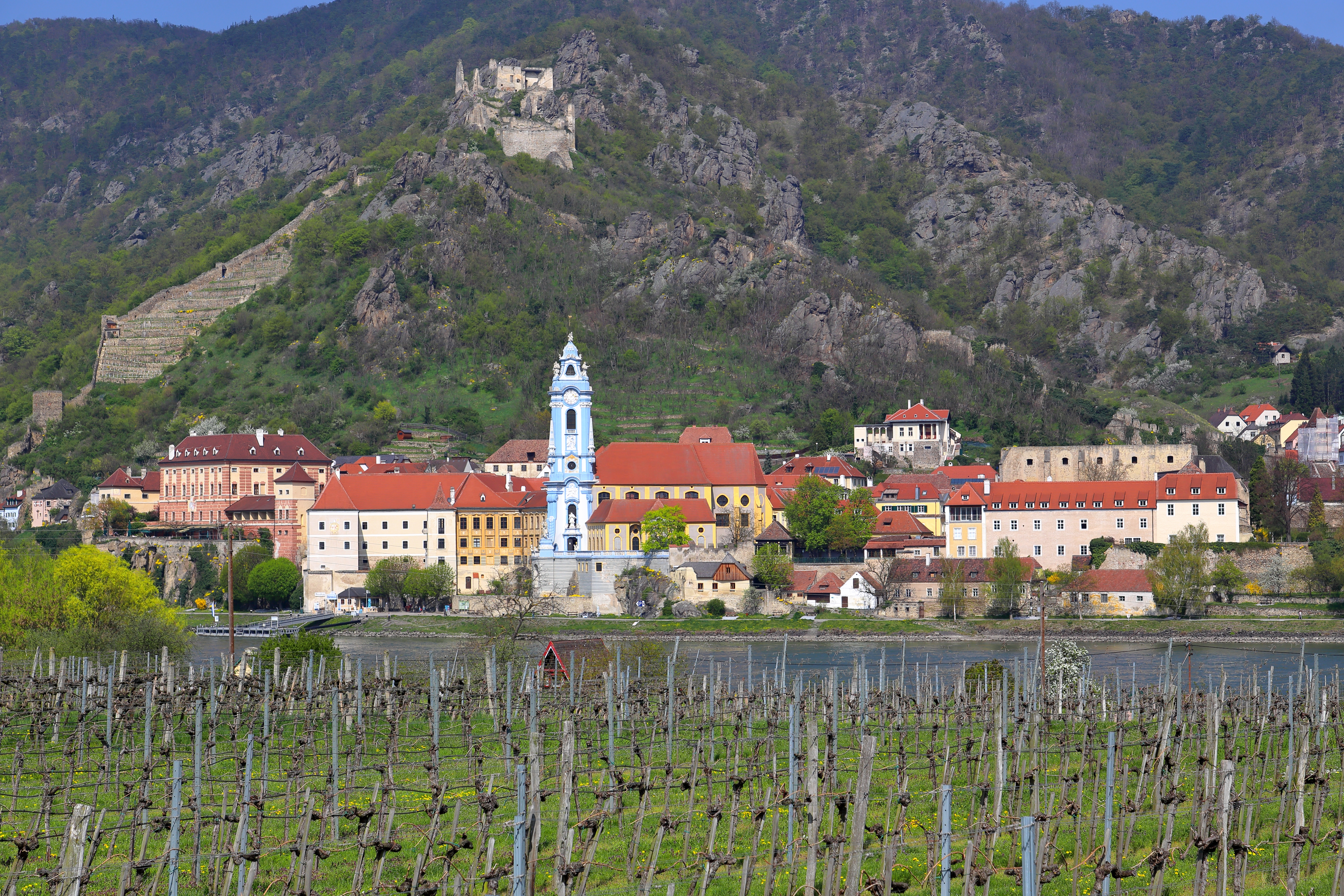
Südwestansicht des Ortszentrums von Dürnstein

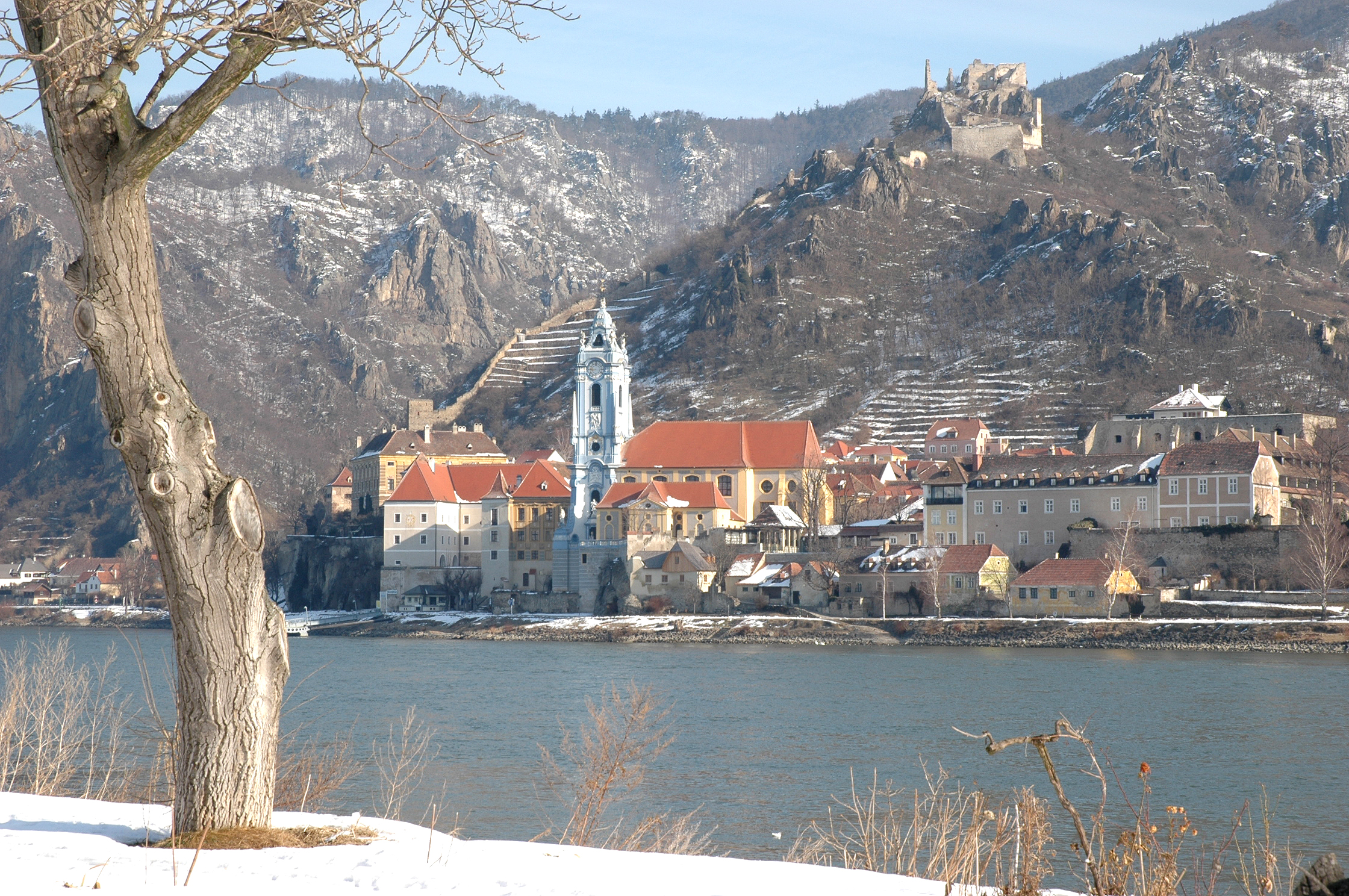
Dürnstein im Winter

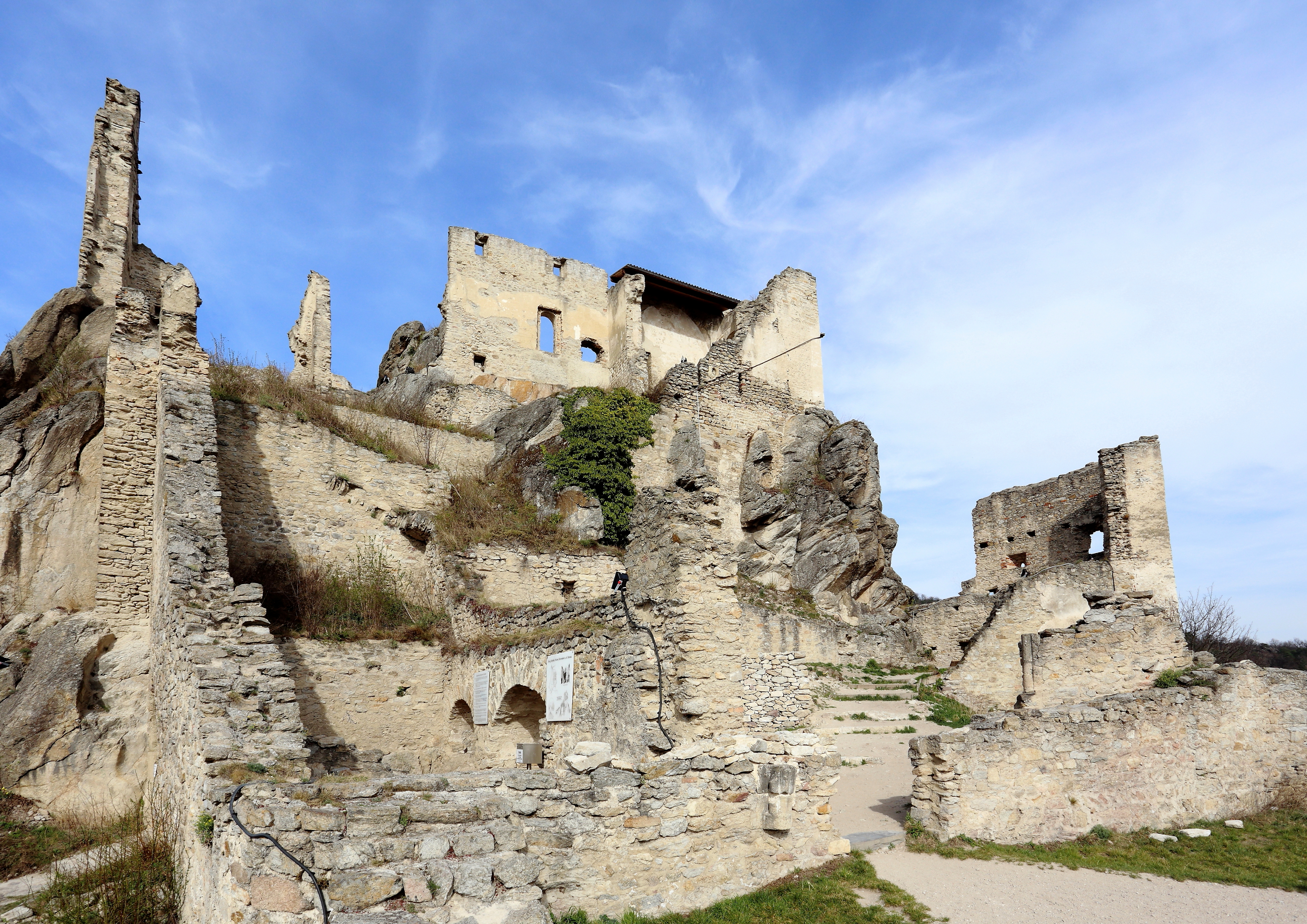
Ruine Dürnstein

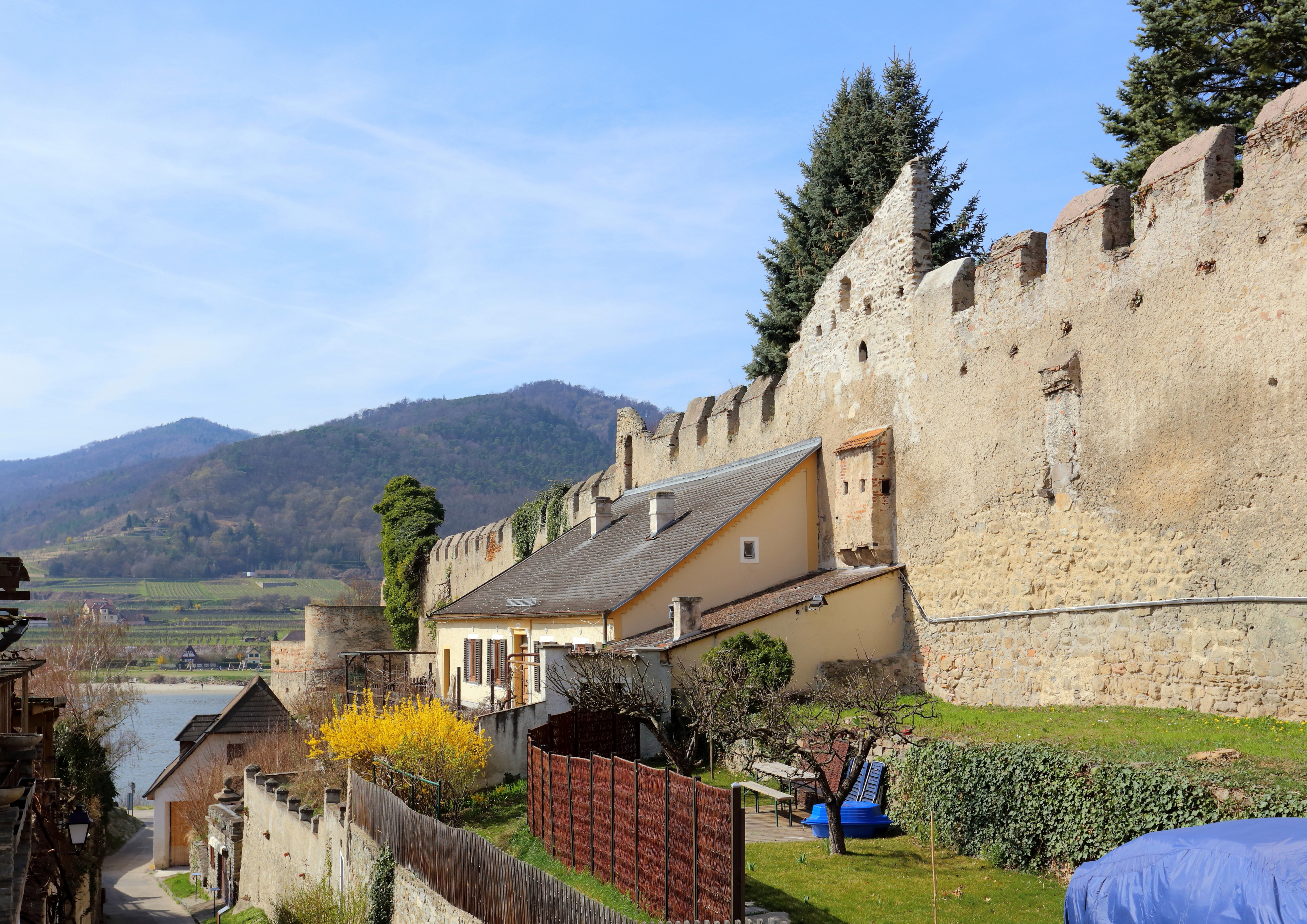
Südliche Stadtmauer von Dürnstein

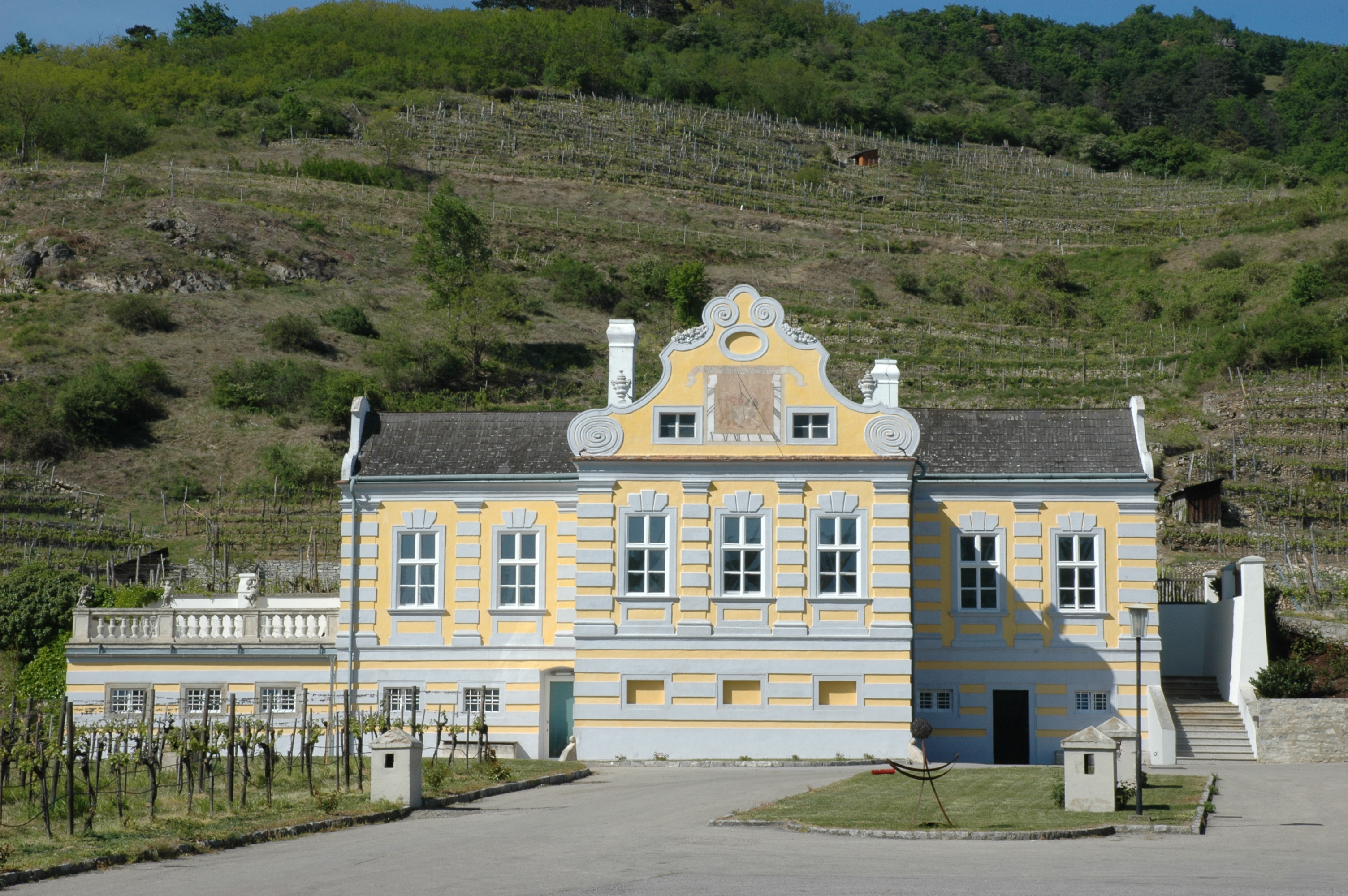
Kellerschlössl Dürnstein der Domäne Wachau

Dürnstein ist eine Stadt mit 816 Einwohnern (Stand 1. Jänner 2025) im Bezirk Krems-Land in Niederösterreich.
In Verbindung mit der landschaftlichen und architektonischen Schönheit der Wachau ist der Ort eines der bekanntesten touristischen Ziele in Österreich geworden. Der blaue Turm der Stiftskirche gilt als Wahrzeichen auch der Wachau.

## Geografie

### Geografische Lage
Dürnstein liegt an der Donau in der Wachau, die das Waldviertel vom Dunkelsteinerwald trennt. Die Fläche der Stadtgemeinde umfasst 16,81 Quadratkilometer. 59,61 Prozent der Fläche sind bewaldet.

### Gemeindegliederung
Das Gemeindegebiet umfasst folgende fünf Ortschaften (in Klammern Einwohnerzahl Stand 1. Jänner 2025):
- Dürnstein (297)
- Dürnsteiner Waldhütten (49) samt Heudürr und Schildbachgraben
- Oberloiben (152)
- Rothenhof (10)
- Unterloiben (308)

Die Gemeinde besteht aus den Katastralgemeinden Dürnstein, Oberloiben und Unterloiben.

### Eingemeindungen
1968 wurden die Gemeinden Oberloiben und Unterloiben zusammengelegt und 1971 erfolgte die Eingemeindung der Gemeinde Loiben nach Dürnstein.

### Nachbargemeinden
| Weinzierl        | Senftenberg |         |
| Weißenkirchen    | Kompass     | Krems   |
| Rossatz-Arnsdorf |             | Mautern |

## Geschichte
Am 20. November 860 erfolgte durch König Ludwig den Deutschen eine  Große Landschenkung an das Erzstift Salzburg im Donautal, Karantanien und Pannonien. Dadurch wurde der Ort Loiben, der zur Gemeinde Dürnstein gehört, erstmals urkundlich erwähnt. Der später heiliggesprochene König Heinrich II., Kaiser ab 1014, schenkte im Jahr 1002 dem Kloster Tegernsee zwei Huben bei Liupna (Loiben) zwischen Watstein und Holinstein in der Mark des Babenbergers Heinrich I, wodurch sich das territoriale Gebiet von Loiben entsprechend vergrößerte. Diese Schenkung wurde 1019 bestätigt. 1050 wurde Azzo von Kuenring erster Vogt des Klosters Tegernsee. Mit dem Tode Leutholds III. von Kuenring am 4. August 1355 erlosch die Linie Kuenring-Dürnstein im Mannesstamm. Die Herrschaft Dürnstein kam an die Herren vom Maissau, dann an Herzog Albrecht, nachher an Freiherr Ulrich von Eitzing und 1609 an die Herren von Zelking. Nach deren Aussterben erbten die Zinzendorfer das neue Schloss, die es 1663 an das Haus Starhemberg verkauften, in dessen Besitz es bis 1936 blieb.
Mitte des 12. Jahrhunderts wurde die Burg Dürnstein von den Kuenringern errichtet. Ein historischer unfreiwilliger Gast war Richard Löwenherz, der vom 21. Dezember 1192 bis zum 4. Februar 1193 auf der Burg Dürnstein gefangen gehalten wurde. Dies ist die erste Nennung des Ortsnamens Dürnstein. Nicht mehr festzustellen ist, ob der König in der Burg Dürnstein, im Tal oder auf einer nicht mehr existierenden Nebenburg gefangengehalten wurde. Am 1. September 1347 erfolgte die erste Erwähnung der Stadt Dürnstein und 1476 erhielt der Ort von Kaiser Friedrich III. das Recht, die Ansicht der Stadt als Wappen zu verwenden. 1410 wurde das Augustiner-Chorherrenstift in Dürnstein gegründet. In den Jahren 1477 und 1485 wurde Dürnstein zweimal durch die Ungarn unter Matthias Corvinus erobert. 1551 verwüstete ein Brand die ganze Stadt.
1645 kam es zur Sprengung der Burg Dürnstein durch die Schweden unter General Torstenson am 13. September 1683 erhielt Kaiser Leopold I. in Dürnstein durch den jungen Grafen Auersperg die Nachricht von der Befreiung Wiens von den Türken. 1788 wurde das Stift Dürnstein von Kaiser Josef II. aufgehoben und dem Augustiner-Chorherrenstift Herzogenburg inkorporiert. Infolge der Säkularisation wurde Loiben 1803 Staatsherrschaft, was die Herrschaft des Klosters Tegernsee beendete. Am 11. November 1805 ereignete sich die Schlacht bei Loiben-Dürnstein, die noch am gleichen Tag endete und den Ort mit in die Napoleonischen Kriege verwickelte. 1811 wurde Loiben an Graf Alois Geniceo für 158.400 Gulden versteigert. 1902 brachte die Eröffnung der Dampfschiffstation an der Donau einen wirtschaftlichen Aufschwung für den Ort. In der Folge wurde 1906 mit der Erbauung einer Hochquellwasserleitung in Dürnstein begonnen
und 1909 mit dem Bau der Wachauerbahn 1925 kam es zu einem Großbrand in Dürnstein. Am 19. Oktober 1958 wurde die Wachau-Donauuferstraße zwischen Krems und Emmersdorf eröffnet. 1986 wurde im Zuge einer Sanierung die ursprüngliche smalteblaue Farbe des barocken Glockenturms der Stiftskirche wiederhergestellt.
1994 wurde Dürnstein das Europadiplom verliehen. 2000 wurde die Stadt gemeinsam mit der Wachau zum UNESCO-Weltkulturerbe ernannt.

### Bevölkerungsentwicklung
Gemäß Statistik Austria zeigt Dürnstein folgende Einwohnerentwicklung:
| Dürnstein: Einwohnerzahlen von 1869 bis 2025        | Dürnstein: Einwohnerzahlen von 1869 bis 2025 | Dürnstein: Einwohnerzahlen von 1869 bis 2025 | Dürnstein: Einwohnerzahlen von 1869 bis 2025 | Dürnstein: Einwohnerzahlen von 1869 bis 2025 |
| --------------------------------------------------- | -------------------------------------------- | -------------------------------------------- | -------------------------------------------- | -------------------------------------------- |
| Jahr                                                |                                              |                                              |                                              | Einwohner                                    |
| 1869                                                | 1869                                         |                                              | 1.180                                        | 1.180                                        |
| 1880                                                | 1880                                         |                                              | 1.180                                        | 1.180                                        |
| 1890                                                | 1890                                         |                                              | 1.184                                        | 1.184                                        |
| 1900                                                | 1900                                         |                                              | 1.193                                        | 1.193                                        |
| 1910                                                | 1910                                         |                                              | 1.123                                        | 1.123                                        |
| 1923                                                | 1923                                         |                                              | 1.090                                        | 1.090                                        |
| 1934                                                | 1934                                         |                                              | 1.079                                        | 1.079                                        |
| 1939                                                | 1939                                         |                                              | 1.082                                        | 1.082                                        |
| 1951                                                | 1951                                         |                                              | 1.128                                        | 1.128                                        |
| 1961                                                | 1961                                         |                                              | 1.053                                        | 1.053                                        |
| 1971                                                | 1971                                         |                                              | 1.056                                        | 1.056                                        |
| 1981                                                | 1981                                         |                                              | 1.031                                        | 1.031                                        |
| 1991                                                | 1991                                         |                                              | 1.002                                        | 1.002                                        |
| 2001                                                | 2001                                         |                                              | 931                                          | 931                                          |
| 2011                                                | 2011                                         |                                              | 868                                          | 868                                          |
| 2021                                                | 2021                                         |                                              | 806                                          | 806                                          |
| 2025                                                | 2025                                         |                                              | 816                                          | 816                                          |
| Quelle(n): Statistik Austria, Gebietsstand 1.1.2021 |                                              |                                              |                                              |                                              |

Da seit 1981 sowohl die Geburtenbilanz als auch die Wanderungsbilanz negativ sind, nimmt die Bevölkerungszahl stark ab.

## Kultur und Sehenswürdigkeiten

### In Dürnstein
- Ruine Dürnstein
- Stift Dürnstein: mit seinem beeindruckenden blauen Turm gilt es als Wahrzeichen der Wachau. Das ehemalige Augustiner-Chorherrenstift ist mit der Dauerausstellung „Entdeckung des Wertvollen“ zu besichtigen.
- Kunigundenkirche: Die Kirche wurde erstmals 1289 erwähnt; davon besteht nur mehr der Turm.
- Karner: aus dem 13. Jahrhundert, geweiht dem Hl. Michael
- Rathaus
- Ehemalige Clarissinnenkirche: gestiftet 1289
- Schloss Dürnstein
- Kellerschlössl Dürnstein in der Domäne Wachau
- Starhembergwarte
- Weiglwarte

### In Loiben

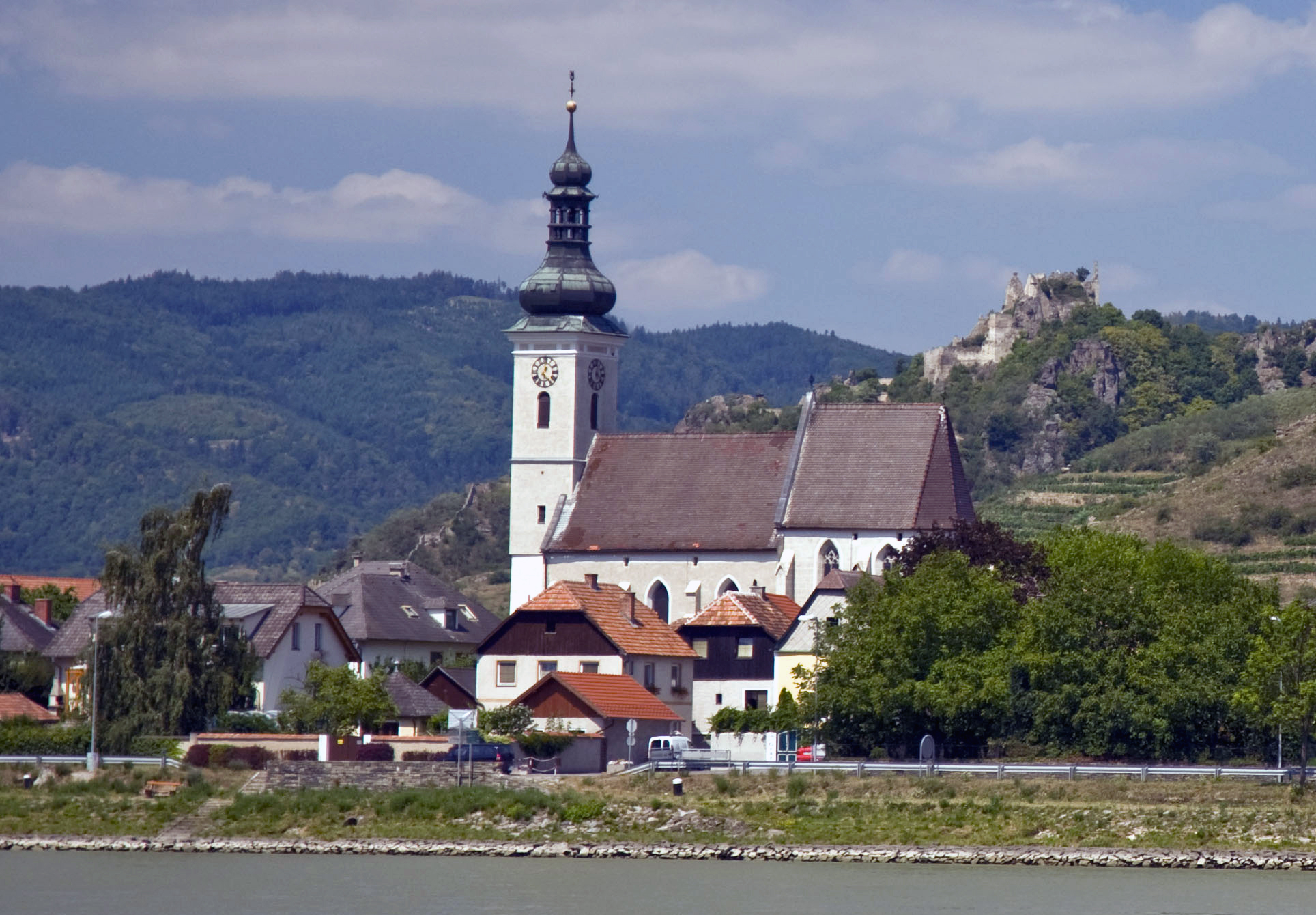
Pfarrkirche Unterloiben, dahinter Burgruine Dürnstein

- Katholische Pfarrkirche Unterloiben hl. Quirin
- Schlachtdenkmal

## Musik
- Wachauer Trachtengruppe Dürnstein (Musikkapelle, Gemischter Chor)

## Sport
- Eisstocksportverein Dürnstein/Wachau
- Freiwillige Feuerwehr Dürnstein
- Kuenringer Aktiv
- Tennisclub Dürnstein
- Volleyballclub Dürnstein
- Wassersportunion Wachau (Rudern)
- Inlinehockeyclub Dürnstein (IHC)

## Wirtschaft und Infrastruktur

### Verkehr

#### Landverkehr
Dürnstein liegt an der Donauuferbahn und besitzt gemeinsam mit Oberloiben einen Bahnhof östlich des Ortes.

#### Schiffsverkehr
Dürnstein ist zentraler Punkt der Donauschifffahrt in der Wachau.
In Dürnstein quert die Motorfähre nach Rossatz die Donau. Sie ist nur für Fußgänger und Radfahrer zugelassen und verkehrt nur in der Sommersaison.

### Ansässige Unternehmen
Der Wachauer Wein und damit die Heurigenlokale und der Tourismus spielen eine bedeutende wirtschaftliche Rolle. Das bekannteste österreichische Weingut, die Domäne Wachau, hat ihre Kellereien vor den Stadtmauern von Dürnstein.
Nichtlandwirtschaftliche Arbeitsstätten gab es im Jahr 2001 53, land- und forstwirtschaftliche Betriebe nach der Erhebung 1999 127. Die Zahl der Erwerbstätigen am Wohnort betrug nach der Volkszählung 2001 428.
Die Erwerbsquote lag 2001 bei 47,47 Prozent.

### Öffentliche Einrichtungen
In Dürnstein befindet sich eine Volksschule.
Das Kuenringerbad ist eine Badeanlage mit Schwimmteich (mit Nichtschwimmerbereich), Liegewiese und verschiedenen sportlichen Bereichen.

## Politik

### Gemeinderat
Im Stadtgemeinderat gibt es bei insgesamt 15 Sitzen nach der Gemeinderatswahl vom 26. Jänner 2025 folgende Mandatsverteilung:
Liste ÖVP 11 und SPÖ 4 Mandate. 

### Bürgermeister
- 2004–2011: Barbara Schwarz
- bis 2018: Johann Schmidl (ÖVP)[14]
- seit 9. Jänner 2019: Johann Riesenhuber (ÖVP)[15]

Amtsleiter ist Roman Tiefenbacher.

### Städtepartnerschaften
- Tegernsee, Oberbayern

## Persönlichkeiten

### Ehrenbürger der Stadt
- 2017: Hugo Rafael de Vlaminck (* 1942), Ordenspriester[16]

### Söhne und Töchter der Stadt
- Agnes Jama (1911–1993), niederländische Pianistin und Komponistin

### Personen mit Beziehung zur Stadt
- Blondel de Nesle (um 1155/60 – nach 1200), einer der frühesten nordfranzösischen Trouvères; nach der Blondelsage fand er den auf der Burg Dürnstein inhaftierten Richard Löwenherz
- Hadmar I. von Kuenring († 27. Mai 1138), österreichischer Ministerialadeliger, gründete die Burg Dürnstein
- Hadmar II. von Kuenring (1140–1218), österreichischer Ministerialadeliger, im Jahre 1192 hielt er Richard Löwenherz, König von England, auf Burg Dürnstein gefangen
- Richard Löwenherz (1157–1199), König von England von 1189 bis 1199; 1192 auf der Burg Dürnstein gefangen. Es steht heute nicht mehr fest, ob Richard Löwenherz oben auf der Burg in der heutigen Ruine Dürnstein, im Tal oder auf einer Nebenburg, die heute nicht mehr existiert, gefangengehalten wurde
- Hans Ranzoni der Ältere (1868–1956), österreichischer Maler, lebte ab 1944 in Dürnstein
- Johann Heinrich Freiherr von Schmitt (1744–1805), österreichischer Feldmarschallleutnant und Chef des Generalquartiermeisterstabes (Generalstabes), einer der Befehlshaber der Schlacht von Dürnstein, in der er auch fiel
- Hieronymus Übelbacher (1674–1740), als Propst des Stiftes Dürnstein zeichnete er sich für die Barockisierung des Hauses verantwortlich.
- Barbara Schwarz, ehemalige niederösterreichische Landesrätin und Bürgermeisterin von Dürnstein
- Emil Strecker (1841–1925), deutscher Kunstmaler, lebte in Dürnstein
- Maximilian Suppantschitsch (1865–1953), österreichischer Maler, lebte ab 1944 in Dürnstein
- Carl Vaugoin (1873–1949), österreichischer christlichsozialer Politiker, verbrachte seine letzten Lebensmonate im Stift Dürnstein

## Sonstiges
- Dürnstein ist auf der Rückseite der 100-Schilling-Banknote von 1954 abgebildet.
- Am 9. Oktober 2009 wurde eine Sammlermünze zu 10 Euro von der Münze Österreich mit dem Motiv: „Richard Löwenherz in Dürnstein“ aus der Serie „Sagen und Legenden in Österreich“ herausgegeben.[17]